# Petruskerk (Lichtaard)
De Petruskerk is een kerkgebouw in Lichtaard in de Nederlandse provincie Friesland. De kerk is een rijksmonument en is eigendom van de Stichting Alde Fryske Tsjerken.

## Geschiedenis
De kerk was oorspronkelijk waarschijnlijk gewijd aan Petrus. Aanvankelijk werd verondersteld dat heilige Gertrudis de patroonheilige van de kerk was. Van den Berg baseert de naam van de patroonheilige op het opschrift van de klok uit 1304 "Sanctus Petrus". De eenbeukige kerk met segmentboogvensters staat op een terp. De ingebouwde zadeldaktoren is in 1851 venieuwd. In de toren hangen twee luidklokken (1370 en 1404). In de kerk een preekstoel en doophek uit 1642. De kerk heeft geen orgel en de kerkbanken zijn verwijderd.

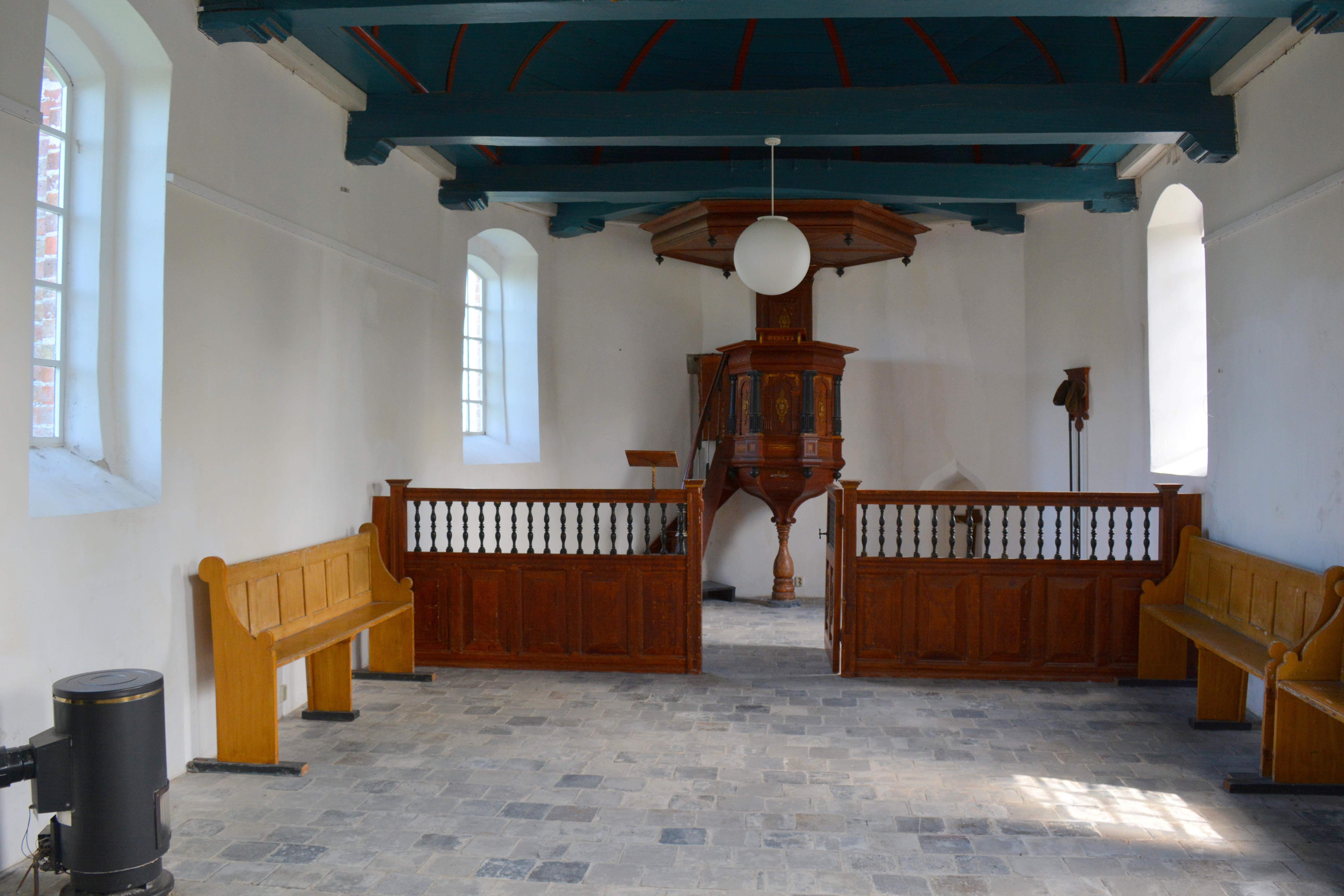
Interieur (2017)
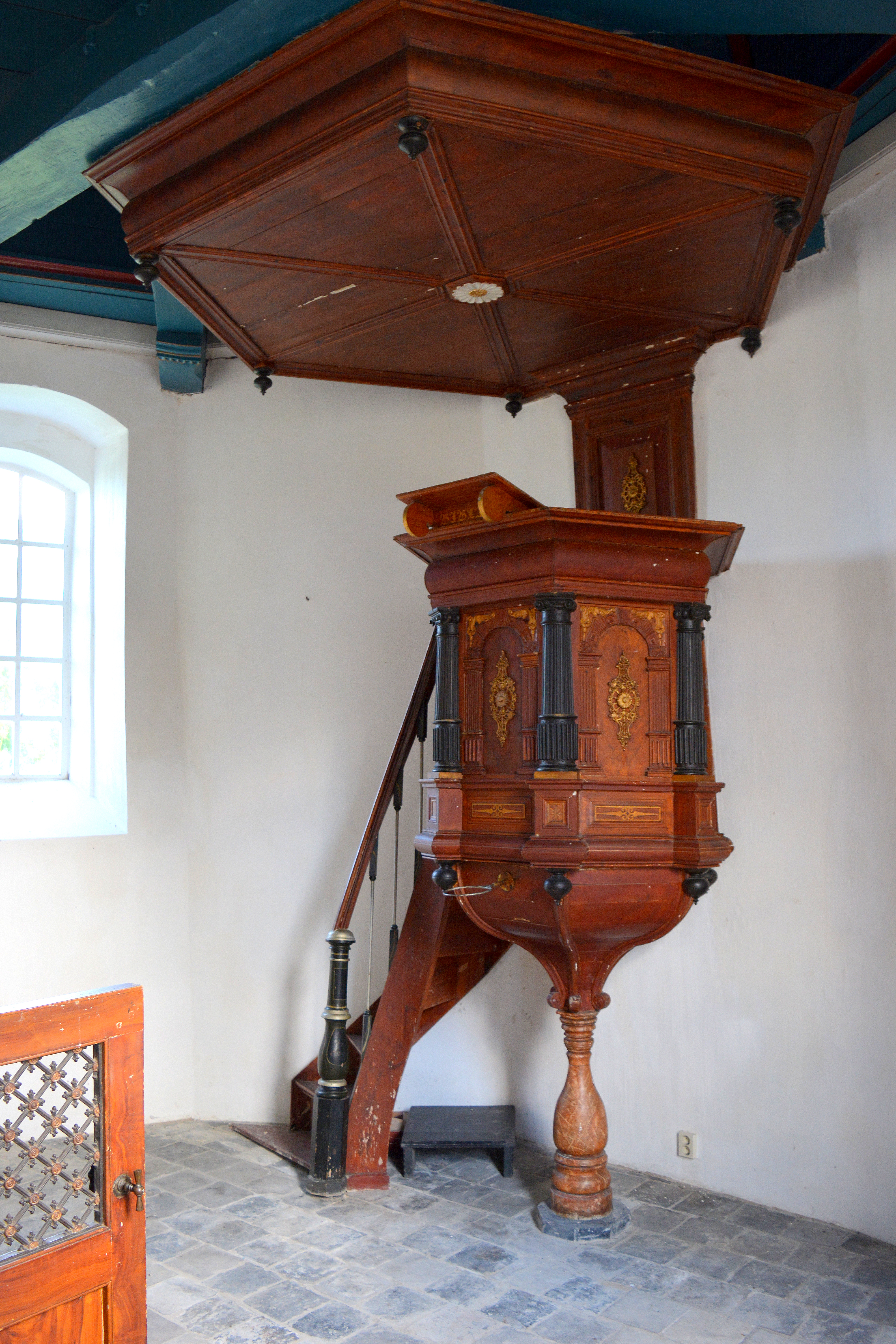
Preekstoel
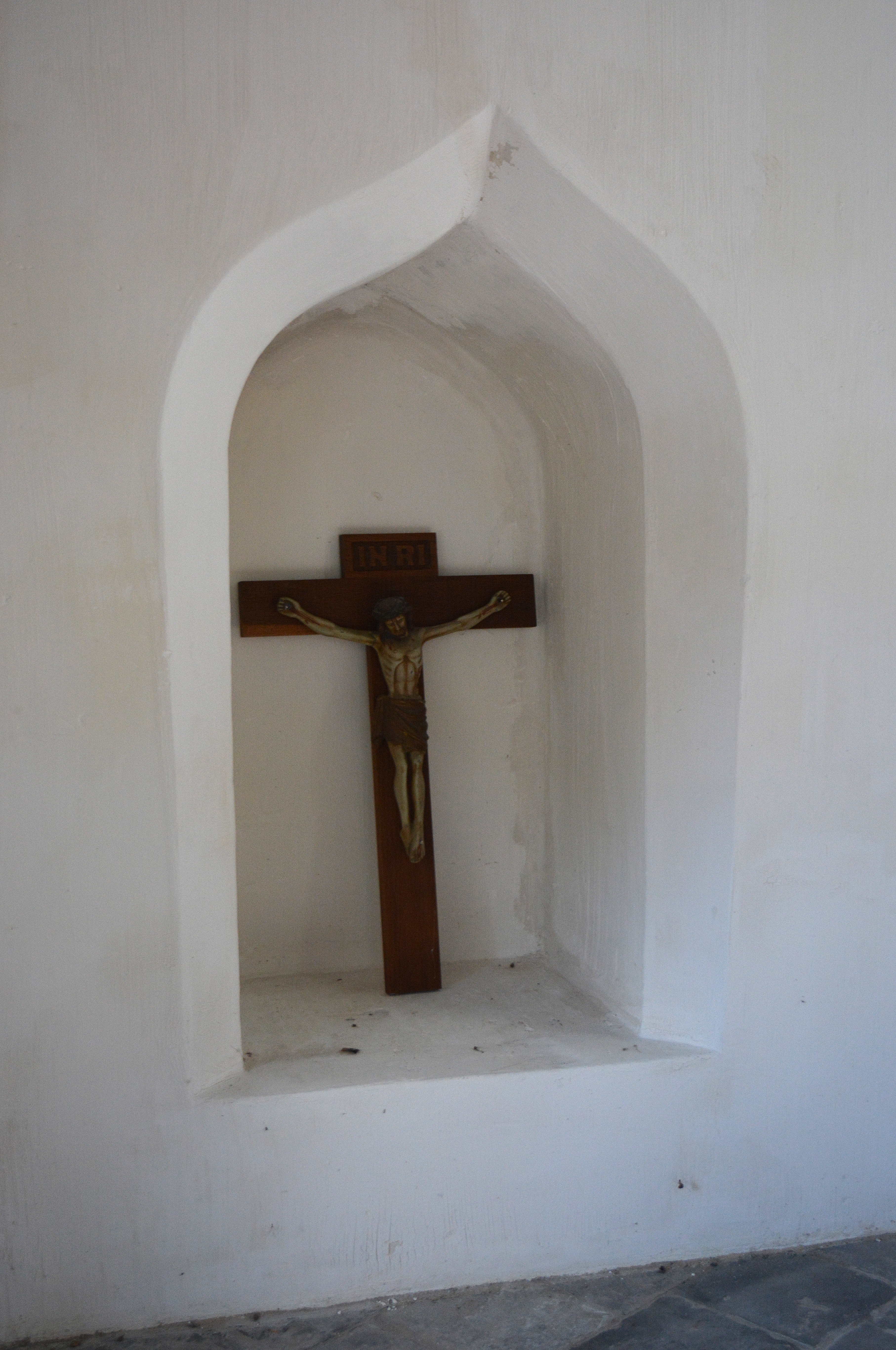
Piscina